# Podocarpus marginalis
Podocarpus marginalis — вид хвойних дерев родини Podocarpaceae. Батьківщиною цього виду є Малуку, Нова Гвінея, Сулавесі.